# Haplormosia monophylla
Haplormosia monophylla là một loài rau đậu thuộc họ Fabaceae.
Loài này có ở Cameroon, Bờ Biển Ngà, Liberia, Nigeria, và Sierra Leone.
Chúng hiện đang bị đe dọa vì mất môi trường sống.